# Francesco Calfapietra

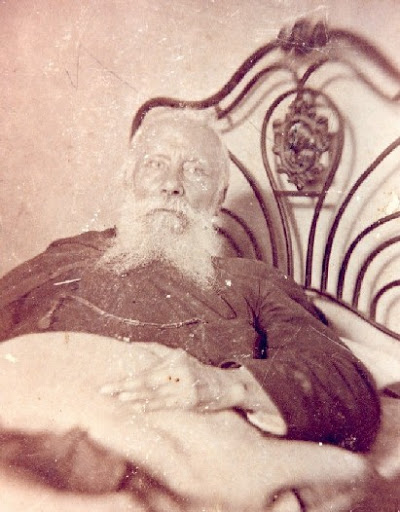
Francesco Calfapetra nel 1908.

Francesco Calfapetra (Bovalino, 12 giugno 1830 – Bovalino, 19 gennaio 1908) è stato un militare, patriota, politico e garibaldino italiano.

## Biografia

### I primi trascorsi rivoluzionari
Francesco Calfapetra nacque a Bovalino il 12 giugno 1830 dal barone Filippo Calfapetra, nobiluomo originario di Radicena (l'odierna Taurianova) e da Rosanna Lentini, gentildonna bovalinese. Il padre era stato un carbonaro e aveva partecipato ai moti del 1820-1821, che avevano indotto il re Ferdinando I delle Due Sicilie a concedere un regime costituzionale, salvo poi abrogarlo dopo l'intervento dell'esercito austriaco. 
Fin da giovane, quindi, Francesco fu educato agli ideali patriottici, sviluppando un carattere ferreo e sanguigno, oltre a essere connotato da accortezza e da grandi doti di oratore e di trascinatore. Si distinse subito sul campo in occasione dello scoppio, il 2 settembre del 1847, della Rivolta di Gerace, parte di un più vasto piano insurrezionale di stampo mazziniano che aveva coinvolto le città di Messina e di Reggio Calabria. In quell'occasione Francesco Calfapetra, che era intimo amico di uno degli organizzatori della rivolta, il giovane liberale bovalinese Gaetano Ruffo, ebbe incarico dal padre Filippo, anch'egli partecipe al moto insurrezionale, di recarsi a Oppido Mamertina, allo scopo di far insorgere la popolazione della piana di Gioia Tauro e guadagnarla alla causa rivoluzionaria. Tuttavia, il giovane Francesco fu costretto non molto tempo dopo a ritornare al paese natio, per avvertire del fallimento della sua missione, che coincise con quello dell'intera sollevazione, conclusasi con la fucilazione a Gerace, il 2 ottobre 1847, degli organizzatori, tra i quali spiccava Gaetano Ruffo, passato alla storia come uno dei Cinque Martiri di Gerace (insieme a Rocco Verduci, Michele Bello, Pietro Mazzone e Domenico Salvadori), oltre all'arresto degli altri partecipanti, tra i quali lo stesso Filippo Calfapetra, condannato al confino di polizia nel comune di Benestare. 
Successivamente, scoppiati i moti del 1848 nel Regno delle Due Sicilie, e in particolare in Calabria, Calfapetra partecipò alla rivolta, riuscendo a disarmare le guardie di finanza di Bovalino e impadronendosi dell'arsenale custodito nella Torre Scinosa (un'antica torre d'avvistamento seicentesca costruita contro le scorrerie turche e usata all'epoca come caserma delle guardie doganali del paese); il suo intento era di portare le armi catturate ai membri del comitato rivoluzionario formatosi sui piani della Corona, nella Piana di Gioia Tauro, ma appena arrivato questo si era sciolto a causa delle discordie interne e alla mancanza di fondi. 
Dopo il fallimento della rivoluzione, Calfapetra fu ricercato dalle autorità borboniche con l'accusa di sedizione e di cospirazione; catturato il 10 luglio 1850 grazie all'aiuto di alcuni concittadini suoi avversari personali, il giovane patriota fu quindi imprigionato prima nelle carceri di Ardore, poi in quelle di Reggio Calabria. Qui, nel 1852 venne punito con la pena del bastone per aver disegnato sulle pareti della propria cella la cittadella di Messina assediata da molti vascelli con la bandiera tricolore. 
Graziato nel 1853 da un indulto di re Ferdinando II delle Due Sicilie, Calfapetra tornò a Bovalino, dove riprese la sua attività cospirativa con i liberali locali, ma fu nuovamente arrestato il 13 maggio dello stesso anno: scontati sei mesi di carcere, fu posto al confino di polizia a Mammola.
Nel 1856 il patriota calabrese venne coscritto, prima nei Granatieri della Guardia reale, poi nel 2º Reggimento di fanteria di stanza a Napoli; accettò di partire senza farsi surrogare da un altro candidato, come accadeva per i giovani aristocratici del tempo. Ben presto, però, Calfapetra fu sorpreso a fare propaganda liberale e patriottica tra i propri commilitoni, cosicché venne nuovamente arrestato e imprigionato nella fortezza di Castel dell'Ovo, per poi essere trasferito nel Forte del Salvatore a Messina. Qui, insieme ad alcuni detenuti, progettò di far scoppiare una rivolta carceraria anti-borbonica, ma poco tempo dopo fu nuovamente condotto al Castel dell'Ovo, dove rimase per sette mesi.
Infine Calfapetra uscì definitivamente di prigione il 1º luglio 1860, quando re Francesco II di Borbone, per ottenere l'aiuto delle potenze europee, come la Francia e l'Inghilterra, contro la spedizione dei Mille, concesse una costituzione e liberò i prigionieri politici attraverso un'amnistia.

### L'esperienza garibaldina e la carriera militare
Una volta liberato, Calfapetra si unì immediatamente ai comitati insurrezionali che supportarono l'avanzata garibaldina nelle province meridionali: guidato dal Comitato d'Azione, il 22 agosto 1860 partì per Teggiano, presso Salerno, alla testa di 200 patrioti, con lo scopo di estendervi il moto rivoluzionario. 
Frattanto, dopo lo scoppio dell'Insurrezione lucana e lo proclamazione di un governo provvisorio a Potenza, a Calfapetra fu dato il compito di organizzare i battaglioni delle nuove leve, formando così la Brigata Fabrizi, della quale divenne maggiore; deposto il grado per raggiungere le schiere garibaldine che stavano combattendo nei dintorni di Santa Maria Capua Vetere, entrò come capitano nel Reggimento La Porta, parte della Brigata Corrao. 
Con questo grado partecipò alla battaglia del Volturno, avvenuta il 1º ottobre 1860 e che vide respinta la controffensiva borbonica dopo l'entrata di Garibaldi a Napoli: al comando di una compagnia del Reggimento La Porta, si scontrò contro i soldati borbonici del generale Tabacchi presso il convento dei Cappuccini di Capua, respingendoli alla baionetta a costo di gravi perdite. Lo stesso Calfapietra, gravemente ferito, strappò una bandiera di mano a un alfiere nemico, presentandola a Garibaldi, che gli disse: "Voi siete un valoroso!".
Dopo la smobilitazione e il raggiungimento dell'Unità d'Italia, avvenuta il 17 marzo 1861, l'ex-garibaldino, come molti altri suoi vecchi commilitoni, passò nell'esercito regolare, divenendo capitano del 14º Reggimento di fanteria, di stanza a Milano: durante questo periodo di servizio militare, Calfapetra passò il tempo a raffinare le proprie abilità strategiche e a migliorare la sua abilità nella scherma. Quando, dopo la Giornata d'Aspromonte del 1862, Garibaldi fu ferito e fatto prigioniero, l'ufficiale calabrese sfidò a morte un certo capitano Pastoris, che aveva detto parole ingiuriose al condottiero italiano, ma il duello non si fece mai, a causa dell'intercessione del colonnello Emilio Pallavicini, comandante delle truppe regolari che avevano fermato i garibaldini, il quale conosceva l'abilità di spadaccino di Calfapietra. 
Nel 1863 fu inviato con il suo Reggimento in Puglia, dove combatté il brigantaggio borbonico, riuscendo a sgominare la banda di Michele Caruso, responsabile dell'uccisione di più di cento fra militari italiani e carabinieri, oltre a quella di 67 civili, tra cui donne e bambini. Per questo motivo ricevette attestazioni di stima da parte della cittadinanza di Casalnuovo Monterotaro, presso Foggia, che il 22 novembre 1863 lo insignì della cittadinanza onoraria. In precedenza, nell'ottobre dello stesso anno, Calfapetra aveva deposto il grado per poter partecipare alla spedizione del garibaldino Francesco Nullo, organizzata per prestare soccorso degli insorti di Varsavia contro il regime zarista, ma non fece in tempo a unirsi agli altri volontari. 
Nel maggio del 1866 Calfapetra si arruolò come volontario per prendere parte alla terza guerra d'Indipendenza, combattendo nuovamente con Garibaldi nel 2º Reggimento Volontari Italiani, che occupava, durante la battaglia di Bezzecca, in Trentino, il Monte Nota: egli stesso partecipò allo scontro al comando del corpo scelto dei Volanti, formato dai soldati più giovani, scelti per le marce celeri e destinati ai primi attacchi.

### L'impegno civile e politico
Cessate le ostilità, Francesco Calfapetra tornò a Bovalino, dove ebbe parte attiva alla vita politica del suo paese: infatti venne per due volte nominato per acclamazione capitano della Guardia Nazionale, e una terza volta eletto alla stessa carica. In questa veste, nel luglio-agosto del 1867, divenne responsabile dell'attuazione del cordone sanitario imposto dal governo intorno al limitrofo paese di Ardore, posto in isolamento a seguito dell'epidemia di colera che imperversò in Italia dalla fine del 1866 all'inizio del 1868. 
Tuttavia la popolazione ardorese, decimata dal morbo e esasperata dalla fame, causata dalla mancanza di pane e dall'impossibilità di macinare i cereali ai mulini di Antonimina per la contrarietà dei cittadini locali, il 4 settembre 1867 scese in aperta ribellione, abilmente fomentata dal partito filo-borbonico del paese, composto dalle famiglie Marando, Rianò e Gliozzi, contro i liberali ardoresi, rappresentati dalla famiglia Loschiavo. La popolazione, inferocita anche dalle voci superstiziose e sparse ad arte di presunti untori governativi che diffondevano il colera, prese d'assalto la caserma dei carabinieri, dove si erano rifugiati i Loschiavo, insieme ai 24 soldati del 68º Reggimento di fanteria di stanza ad Ardore, comandati dal sottotenente Giuseppe Gazzone, il quale fu ucciso nel tentativo di calmare i rivoltosi. Assieme a lui perirono altre 19 persone, delle quali sei appartenevano alla famiglia Loschiavo (inclusi due ragazzini di 10 e 14 anni) e sei a loro simpatizzanti (dei quali due erano donne), mentre sette rivoltosi morirono durante la reazione dei militari di stanza ad Ardore, i quali compirono una sortita alla baionetta che mise in fuga gli assalitori della caserma. 
Gli istigatori della ribellione cercarono di coinvolgere anche i paesi vicini, inviando emissari per chiedere l'adesione della popolazione ai torbidi, ma quando essi giunsero a Bovalino, Calfapetra li fece sdegnosamente cacciare. Ai ribelli non rimase che rifugiarsi sui monti circostanti, mentre Ardore venne occupato militarmente; poco tempo dopo furono arrestati e imprigionati 504 ribelli, dei quali solo 37 furono ritenuti colpevoli e condannati a varie pene detentive (tre di questi andarono ai lavori forzati). Successivamente, Calfapetra pubblicò un libello, dove respinse tutte le accuse di inerzia rivoltegli dalla memoria difensiva di Nicola e Tommaso Marando, tra gli organizzatori della sollevazione popolare insieme al loro fratello don Eugenio, sacerdote che aveva eccitato gli animi della popolazione nei giorni precedenti i fatti di Ardore. 
Alla fine, per esser riuscito a calmare le agitazioni e a mantenere l'ordine pubblico a Bovalino, il sindaco del paese, Nicola Spagnolo, insieme alla giunta municipale, lo premiò con una onorificenza, decretandogli una medaglia d'oro, mentre la cittadinanza gli donò una sciabola commemorativa.

### Ultimi anni e lascito
Dati i suoi trascorsi garibaldini, Calfapetra successivamente si diede alla carriera politica, aderendo al partito della Sinistra storica, di idee garibaldine e democratiche; si impegnò successivamente in intense attività patriottiche, volte a celebrare il ricordo dei Cinque Martiri di Gerace, divenendo presidente del Comitato che aveva il compito di organizzare manifestazioni commemorative apposite. La prima in tal senso fu celebrata il 2 ottobre 1893 a Gerace: in questa occasione intervenne Francesco Calfapetra in persona, che rivolse un discorso pubblico per onorare i compagni di lotta caduti.
I suoi ultimi anni furono segnati da molti malanni, soprattutto da una forte artrite che lo costrinse spesso a letto: morì infine nel suo paese natio il 19 gennaio 1908, a 78 anni. Nel suo testamento dispose che il suo ragguardevole patrimonio fosse usato per erigere un asilo comunale a lui intitolato: successivamente l'edificio che ospitava l'istituzione scolastica fu dapprima sede del commissariato di polizia, mentre attualmente ospita una sezione dell'ASL locale.